# Stig Rästa
Raul-Stig Rästa (* 24. Februar 1980 in Tallinn, Estnische SSR, UdSSR) ist ein estnischer Sänger, Produzent, Songwriter und Gitarrist. Er vertrat zusammen mit Elina Born Estland beim Eurovision Song Contest 2015.

## Leben
Rästa wirkte in diversen Bands entweder als Mitglied oder Produzent mit, unter anderem als Solist bei Outloudz und als Gitarrist bei Traffic. Im Jahr 2002 gründete er zusammen mit Tomi Rahula und Ithaka Maria die Pop-Rock-Band Slobodan River. Er nahm insgesamt acht Mal am Eesti Laul, dem estnischen Vorentscheid zum Eurovision Song Contest, teil und konnte den Wettbewerb 2015 zusammen mit Elina Born und dem von ihm selbst geschriebenen Song Goodbye to Yesterday (dt.: Abschied von gestern) gewinnen. Dabei erhielt das Duo im Superfinale der besten drei insgesamt 79 % aller Anruferstimmen. Beim Finale des Eurovision Song Contests in Wien erreichte das Duo dann den siebten Platz mit 106 Punkten.

## Diskografie
Singles
- 2015: Goodbye to Yesterday (mit Elina Born)
- 2018: Home